# Chytonidia variegata
Chytonidia variegata là một loài bướm đêm trong họ Noctuidae.